# Zentralverband Oberflächentechnik
Der Zentralverband Oberflächentechnik e.V. (ZVO) vertritt die Interessen von Beschichtern aus Industrie und Handwerk, von Roh- und Verfahrenslieferanten, Anlagenherstellern, Komponentenherstellern und Dienstleistern der deutschen Galvanotechnik und Oberflächentechnik. Seine Mitgliedsunternehmen sind im Bereich der Oberflächenveredelung mit Metallen oder Metallverbindungen aus flüssigen Prozessmedien tätig.
Der Wirtschaftsverband mit Sitz in Hilden ist zentraler Ansprechpartner zu wirtschafts-, umwelt-, energie- und bildungspolitischen sowie technisch-wissenschaftlichen Fragen mit Bezug zur Galvano- und Oberflächentechnik.

## Branche
Galvano- und Oberflächentechnik kommt in allen Industriebereichen zum Einsatz – zum Schutz vor Korrosion und Verschleiß, zur Verbesserung von Optik und Haptik sowie für definierte Oberflächenfunktionen und -eigenschaften. In Deutschland hat das Statistische Bundesamt in der Branche „25.61 Oberflächenveredelung und Wärmebehandlung“ 2018 insgesamt 973 Betriebe mit mehr als 20 Beschäftigten erfasst. Die knapp 62.000 in der Branche Beschäftigten erwirtschafteten 2018 einen Umsatz von rund 8,6 Milliarden Euro. Die Galvaniseure als zulassungsfreies Handwerk ebenso wie die vielen Klein- und Kleinstbetriebe der mittelständisch geprägten Branche sind in dieser Statistik noch nicht berücksichtigt.

## Organisation
Zur Gesamtorganisation des ZVO gehören neben rund 250 direkten Firmenmitgliedern drei körperschaftliche Mitglieder: der Bundesinnungsverband der Galvaniseure, Graveure und Metallbildner (BIV), der Fachverband galvanisierte Kunststoffe e.V. (FGK) sowie die technisch-wissenschaftlich ausgerichtete Deutsche Gesellschaft für Galvano- und Oberflächentechnik (DGO). Insgesamt repräsentiert der ZVO damit mehr als 600 Mitgliedsunternehmen.
Zentrum der Aktivitäten des ZVO sind die Ressorts Automobil, Umwelt- und Chemikalienpolitik, Aus- und Weiterbildung sowie Kommunikation. In den Ressorts wird das Wissen der Branche gesammelt, aufbereitet und den unterschiedlichen Zielgruppen zur Verfügung gestellt. Ihre Arbeit basiert auf thematisch und regional strukturierten Fachausschüssen, Arbeitskreisen, Bezirksgruppen, Innungen, Seminaren und Fachtagungen der verschiedenen Mitgliedsorganisationen.
Der ZVO ist als Vertretung der deutschen Galvano- und Oberflächentechnik Mitglied im europäischen Oberflächenverband Committee for Surface Treatment (CETS).

## Geschichte
Der ZVO nahm seine Arbeit am 1. Januar 2000 auf.
Zuvor haben über viele Jahrzehnte vier Organisationen maßgeblich die Interessen der Galvanotechnik vertreten, bevor in den 1980er Jahren mit der Arbeitsgemeinschaft Galvanotechnik (AGG), später Arbeitsgemeinschaft Galvano- und Oberflächentechnik (AGO), eine erste Interessenbündelung zunächst im Bereich der Öffentlichkeitsarbeit, später auch im Bereich Umwelt, erfolgte. Mit den steigenden Anforderungen an die Branche wurde diese weiter konzentriert, was 2000 in der Gründung des ZVO, zunächst als reiner Dachverband mit ausschließlichen Verbandsmitgliedschaften, mündete.
Seit Anfang 2011 positioniert sich der ZVO als Wirtschaftsverband mit direkten Firmenmitgliedschaften sowie körperschaftlichen Mitgliedern.